# Life’s a Glitch
Life’s a Glitch ist eine deutsche Fernsehserie, die im Auftrag des Video-on-Demand-Dienstes Netflix produziert und von diesem als Netflix Original vermarktet wird. Die Hauptrollen übernehmen Julien Bam und Joon Kim. Die erste und einzige Staffel erschien am 21. Oktober 2021 und bestand aus vier Episoden von jeweils 30 Minuten Länge.
Während es sich bei dem Titelsong der Serie um das Lied "Mojo" des deutschen Indie-Pop-Künstlers Telquist handelt, stammt ein Großteil der übrigen Filmmusik aus der Feder des deutschen Musik-Youtubers Vincent Lee.

## Handlung
Julien Bam hat alles erreicht, was sich ein Influencer in Deutschland erträumen kann: Reichtum, Millionen Follower und haufenweise Awards. Nach einem mysteriösen Autounfall mit seinem Freund Joon wachen die beiden in einer anderen Dimension auf, in der Julien Bam auf einmal nicht mehr der gefeierte Influencer ist, Joon Kim aber plötzlich ein gefeierter Rap-Superstar. Sie müssen in der vierteiligen Serie skurrile Abenteuer bestehen, vom MMA-Kampf über Medikamententests und Rap-Videos bis zu Live-Action-Rollenspielen. Dabei hoffen sie stets, bald wieder in ihr gewohntes Leben zurückkehren zu können.

## Besetzung

### Hauptbesetzung
| Rollenname | Schauspieler | Hauptrolle |
| ---------- | ------------ | ---------- |
| er selbst  | Julien Bam   | 1.01–1.04  |
| er selbst  | Joon Kim     | 1.01–1.04  |

### Nebenbesetzung
| Rollenname | Schauspieler         | Nebenrolle |
| ---------- | -------------------- | ---------- |
| Dima       | Juri Padel           | 1.01–1.04  |
| Diego      | Madieu Ulbrich       | 1.01–1.04  |
| Hana       | Rebecca Soraya Zaman | 1.01–1.04  |
| Lia        | Safira Robens        | 1.02–1.04  |
| Olek       | Andreas Dyszewski    | 1.01–1.04  |
| Clara      | Vivien König         | 1.01–1.04  |
| Max        | Leon Seidel          | 1.01–1.04  |

## Episodenliste
| Nr. | Originaltitel      | Erstausstrahlung DE | Regie    | Drehbuch                                    |
| --- | ------------------ | ------------------- | -------- | ------------------------------------------- |
| 1   | Bad Timing         | 21. Okt. 2021       | Shawn Bu | Joshua Euskirchen & Felix Charin & Shawn Bu |
| 2   | Rap of Reality     | 21. Okt. 2021       | Shawn Bu | Joshua Euskirchen & Felix Charin & Shawn Bu |
| 3   | Back to School     | 21. Okt. 2021       | Shawn Bu | Joshua Euskirchen & Felix Charin & Shawn Bu |
| 4   | LARP Is in the Air | 21. Okt. 2021       | Shawn Bu | Joshua Euskirchen & Shawn Bu & Julien Bam   |

## Produktion
Die Serie wurde vom 9. Oktober 2020 bis 16. April 2021 gedreht. Unter anderem diente die FH Aachen als Drehort. In einem Interview erzählte Regisseur Shawn Bu, dass Netflix davon abgesehen hat, eine zweite Staffel zu beauftragen.

## Trivia
Arbeitstitel der Serie war „What's next“.
Der Regisseur Shawn Bu ist der Bruder des Hauptdarstellers Julien Bam.